# Zespół mieszkaniowy BGK w Gdyni
Zespół mieszkaniowy Banku Gospodarstwa Krajowego w Gdyni, zwany też „bankowcem” – zabytkowy zespół mieszkaniowy, mieszczący się w Śródmieściu Gdyni przy ul. 3 Maja 27-31, róg 10 Lutego oraz Batorego, naprzeciwko budynku biurowego ZUS w Gdyni.
Modernistyczna kamienica Funduszu Emerytalnego Pracowników Banku Gospodarstwa Krajowego została zrealizowana sukcesywnie w latach 1936-1939 przez Przedsiębiorstwo Budowlane „Pion” Władysława Downarowicza z Gdyni.  Autorem projektu był inż. arch. Stanisław Ziołowski, który ponadto podczas budowy pełnił funkcję kierownika budowy oraz pełnomocnika inwestora.
Choć wizualnie stanowi jedną całość, w rzeczywistości składa się z 3 oddzielnych o niezależnej konstrukcji obiektów mieszkalnych, które budowano w trzech odrębnych etapach, przez co różnią się one standardem wykończenia i wyposażenia oraz formą architektoniczną. Budynek traktowany łącznie był największym kubaturowo i najbardziej luksusowym budynkiem mieszkalnym międzywojennej Gdyni, o łącznej długości (wzdłuż ul. 3 Maja) ponad 90 m. Był to zarazem pierwszy nowoczesny apartamentowiec w kraju, wyposażony m.in. w podziemny garaż (jako pierwszy w Gdyni i jeden z pierwszych budynków w kraju), a także schron. 
Na elewacjach zastosowano różne materiały: w przypadku budynku z I etapu budowy są to płyty wapienne o wymiarach ok. 150 x 60 cm, zespolone z betonem komórkowym - celolitem, a w dwóch pozostałych - tynki, które imitują takie płyty, nawiązując układem i rozmiarami do elewacji w części pierwszej. Kolor elewacji dobrano tak, aby harmonizował z powstającym na przeciwległym rogu skrzyżowania budynkiem ZUPU przy ul. 10 lutego 24 - był to warunek postawiony przez Komisariat Rządu w piśmie z 30 kwietnia 1939 r.
Na parterze od strony ul. 10 Lutego działał powiązany kapitałowo w początkowym okresie z BGK Dom Bankowy Dr Józef Kugel, w okresie okupacji Dresdner Bank, po wojnie sklep odzieżowy, od 1992 Bank Komunalny w Gdyni przejęty w 1999 przez Nordea Bank. Od strony ul. 3 Maja obiekt mieści też artystyczną kawiarnię – Cafe Cyganeria. Ponadto w budynku funkcjonuje Centrum Aktywności Seniora (na parterze) oraz Mini-Muzeum, w którym mieszkańcy prezentują oryginalne elementy wyposażenia wnętrz budynku .